# Pasmo Chełmu
Pasmo Chełmu – pasmo niewielkich szczytów górskich i wzgórz w północnej części Beskidu Makowskiego, graniczące od zachodu z Beskidem Małym, od północy dość płynnie przechodzące w Pogórze Wielickie. Znajduje się w widłach Skawy, Paleczki i Stryszówki. Najwyższym wzniesieniem jest Chełm (603 m). Inne wzniesienia to: Lipowa Góra (547 m), Starowidz (534 m), Chełm Wschodni (581 m), Mysia Góra (576 m), Lasek (500 m), Na Groniu (549 m), Niculowa (557 m), Strońska Góra (508 m), Zarębowska Góra (ok. 550 m).

## Szlaki turystyczne
Zembrzyce – Starowidz – Chełm - Palcza
 Kalwaria Zebrzydowska – Strońska Góra – przełęcz Wrotka - Budzów
 Stryszów - Chełm